# Patinoire Trimolet
La patinoire Trimolet est le nom de la patinoire municipale de Dijon en Bourgogne. Elle a été inaugurée en 1972.

## Description
La patinoire Trimolet est située sur le boulevard Louis Joseph Trimolet qui lui a donné son nom. Elle est située à l'est de la ville près du stade Gaston-Gérard. Elle est une des deux patinoires de Bourgogne avec le Cyber Glace près d'Auxerre.
Elle a été inaugurée en 1972 et offre une piste de glace de 56 mètres de long sur 26 mètres de large. Sa capacité d’accueil est de 1000 places, dont 840 assises.

Il est à noter que la ville de Dijon met en place pour l'hiver une patinoire éphémère de Noël installée Place de la République pour les fêtes de fin d'année. La structure démontable permet une approche de la glisse dans un cadre de loisir familial.

## Clubs résidents
La patinoire accueille trois clubs de la ville :
- Dijon Hockey Club est le club de hockey sur glace. Il s'occupe de l'apprentissage (de 3 à 10 ans), de la pratique de loisirs et des compétitions (de 8 à 18 ans). L'équipe de la ville porte le nom des Ducs.

- Académie des Sports de Glace Dijon Bourgogne (ASGDB) est le club de patinage artistique et danse sur glace.

- Speedy on Ice Dijon Bourgogne est le club de patinage de vitesse sur piste courte.

## Compétitions
La patinoire a accueilli plusieurs compétitions :
- les championnats de France de danse sur glace 1980
- les championnats de France de danse sur glace 1987
- les championnats de France de danse sur glace 1991
- les championnats de France de patinage de vitesse sur piste courte 2005 en avril 2005[2]

## Galerie

Vue panoramique
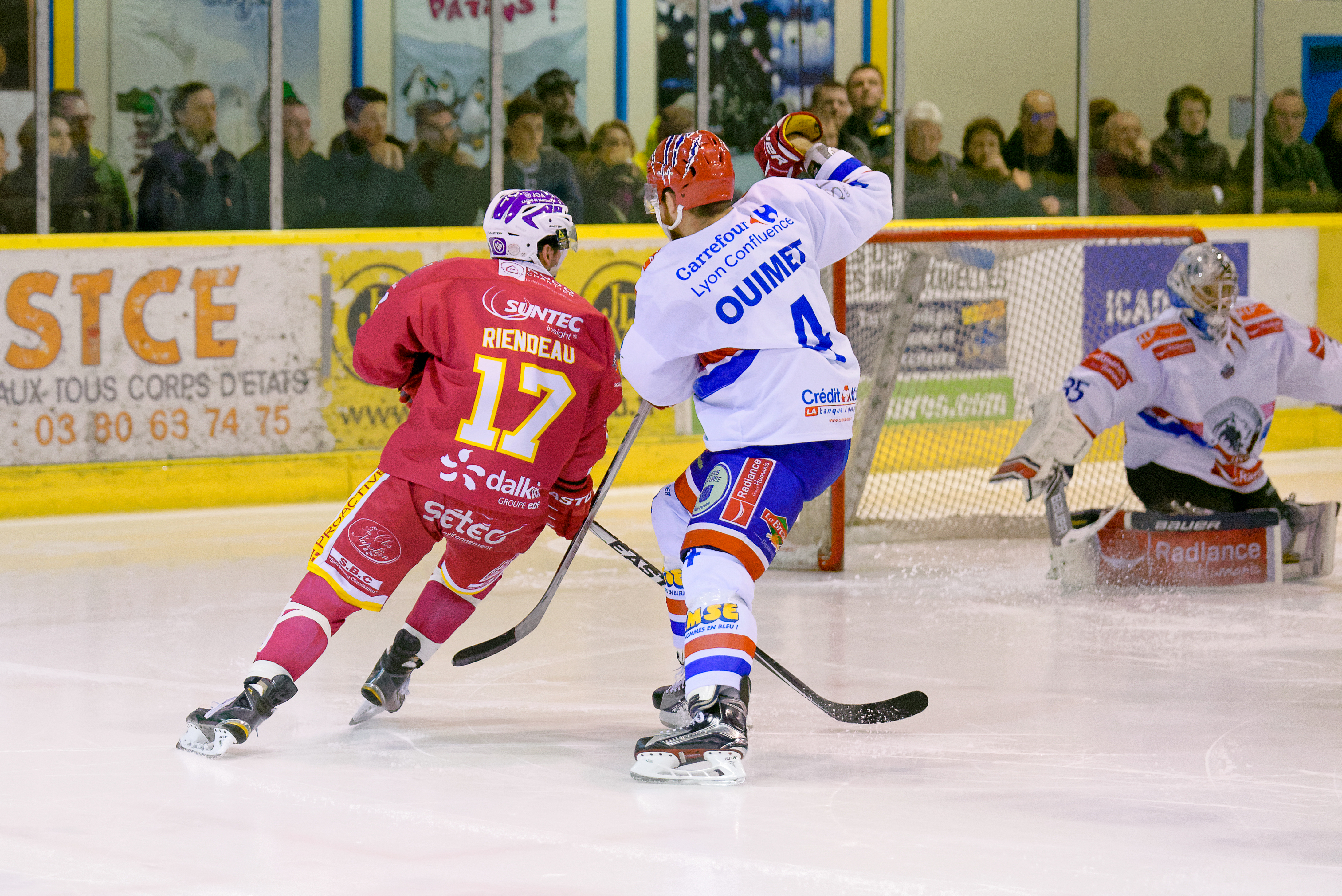
Match de hockey sur glace Dijon-Lyon - Ligue Magnus - Poule de Maintien